# 말도나도
말도나도(스페인어: Maldonado)는 우루과이 남부에 위치한 도시로 말도나도주의 주도이다. 인구는 54,603명이며 우루과이에서 7번째로 인구가 많은 도시이다.

## 같이 보기
- 말도나도주